# Eric Malmberg
Eric Malmberg (Gotemburgo, Suecia, 15 de marzo de 1897-ídem, 9 de mayo de 1964) fue un deportista sueco especialista en lucha grecorromana donde llegó a ser campeón olímpico en Los Ángeles 1932.

## Carrera deportiva
En los Juegos Olímpicos de 1924 celebrados en París ganó la medalla de bronce en lucha grecorromana estilo peso pluma, tras los luchadores finlandeses Kalle Anttila (oro) y Aleksanteri Toivola (plata). Cuatro años después, en las Olimpiadas de Ámsterdam 1928 ganó la plata en la misma categoría, tras el luchador estonio Voldemar Väli (oro). Y en las Olimpiadas de Los Ángeles 1932 ganó la medalla de oro en la categoría de peso ligero.